# Dům U Machtů
Dům U Machtů, někdy zvaný U Panny Marie, je dům čp. 411 na Starém Městě v Praze v Rytířské ulici č. 4. Je chráněn jako kulturní památka České republiky.
Dnešní dům stojí na původních dvou parcelách, které byly sceleny pravděpodobně před rokem 1400 a byl zde postaven nový dům. V 16. století patřil Zárubům z Hustířan a poté i Štampachům ze Štampachu. Na počátku 17. století byl pozdně renesančně výrazně přestavěn.